# HIV 약물 저항 데이터베이스
HIV 약물 저항 데이터베이스 또는 스탠퍼드 대학 HIV RT, 프로테아제 서열 데이터베이스는 스탠퍼드 대학교가 운영하는 HIV 바이러스의 93개 보편돌연변이 추적 염기서열 데이터베이스이다. 2007년 80개 HIV 초기 돌연변이를 수집한 후 2008년 총 93개의 보편돌연변이를 추적하여 목록화하였다. 최신 데이터베이스는 HIV 치료를 받지 않은 사람으로부터 얻은 15,000개 이상의 HIV RNA 서열을 포함한 유럽, 캐나다, 미국의 여러 연구소에 있는 HIV 바이러스의 염기서열을 수집하였다.

## 같이 보기
- 인간면역결핍 바이러스의 아형